# Општина Киождени (Вранча)
Киождени (рум. Chiojdeni) општина је у Румунији у округу Вранча.
Oпштина се налази на надморској висини од 347 m.